# Renato Villa
Renato Villa (Castelleone, 26 ottobre 1958) è un allenatore di calcio ed ex calciatore italiano, di ruolo difensore.

## Carriera

### Giocatore
I primi passi della carriera di Villa hanno luogo in formazioni minori lombarde, quali il Pizzighettone, la Soresinese, il Pergocrema, l'OMAS Pontevico ed infine l'Orceana con il quale riesce a farsi notare nei campi di Serie C2 dagli osservatori del Bologna.
Nell'ottobre 1986 passa quindi al Bologna dove, malgrado il doppio salto di categoria, diventa subito titolare. È però nella stagione successiva, 1987-88, che Villa diventa uno dei principali artefici della promozione in serie A nella formazione allenata da Maifredi. Gioca da difensore centrale nella difesa a 4 schierata in linea; schierato occasionalmente centravanti per l'assenza dei titolari nella partita Bologna-Triestina (4-2) del 15 maggio 1988, mette a segno una rete.
Debutta in Serie A il 9 ottobre 1988 nella partita Pisa-Bologna 0-2. Col Bologna in serie A disputa 4 campionati mantenendo sempre la maglia da titolare, prima di ritirarsi al termine della stagione 1991-92.
È stato soprannominato durante gli anni trascorsi nel Bologna Il Mitico Villa,  in quanto omonimo del più famoso Ricardo Villa, calciatore argentino degli anni 70 e 80, ma soprattutto in virtù dei suoi velocissimi recuperi difensivi. Pare che il soprannome gli sia stato dato da Lucio Dalla, tifoso del Bologna.

### Dopo il ritiro
Negli anni successivi passa dalle panchine di calcio a quelle di calcio a 5.
Dall'estate 2009 è anche il Direttore Sportivo del Real Casalecchio, una società dilettantistica bolognese.

## Palmarès

### Giocatore

#### Competizioni nazionali
- Campionato italiano di Serie B: 1

Bologna: 1987-1988
- Campionato Interregionale: 1

Orceana: 1984-1985

#### Competizioni regionali
- Promozione: 1

Orceana: 1983-1984